# Haunn Bluff
Das Haunn Bluff ist ein steiles Felsenkliff im östlichen Abschnitt der Südküste von Odbert Island im Archipel der Windmill-Inseln vor der Küste des ostantarktischen Wilkeslands.
Luftaufnahmen der US-amerikanischen Operation Highjump (1946–1947) und Operation Windmill (1947–1948) dienten seiner Kartierung. Das Advisory Committee on Antarctic Names benannte es 1963 nach Marvin George Haunn (* 1937), Meteorologe auf der Wilkes-Station im Jahr 1962.